# Michael Buchberger
Michael Buchberger (Jetzendorf, 8 giugno 1874 – Ratisbona, 10 giugno 1961) è stato un arcivescovo cattolico tedesco.

## Biografia
Ordinato prete nel 1900, nel 1923 fu nominato vescovo ausiliare di Monaco e Frisinga e fu preconizzato vescovo di Ratisbona nel 1927. Ricevette il titolo di arcivescovo da papa Pio XII nel 1950.
Storico dell Chiesa, curò il Kirchliches Handlexikon (1904-1912) e i dieci volumi del Lexikon für Theologie und Kirche (1930-1938).

## Genealogia episcopale e successione apostolica
La genealogia episcopale è:
- Cardinale Scipione Rebiba
- Cardinale Giulio Antonio Santori
- Cardinale Girolamo Bernerio, O.P.
- Arcivescovo Galeazzo Sanvitale
- Cardinale Ludovico Ludovisi
- Cardinale Luigi Caetani
- Cardinale Ulderico Carpegna
- Cardinale Paluzzo Paluzzi Altieri degli Albertoni
- Papa Benedetto XIII
- Papa Benedetto XIV
- Papa Clemente XIII
- Cardinale Bernardino Giraud
- Cardinale Alessandro Mattei
- Cardinale Pietro Francesco Galleffi
- Cardinale Giacomo Filippo Fransoni
- Cardinale Carlo Sacconi
- Cardinale Edward Henry Howard
- Cardinale Mariano Rampolla del Tindaro
- Cardinale Rafael Merry del Val
- Cardinale Andreas Frühwirth, O.P.
- Cardinale Franziskus von Bettinger
- Cardinale Michael von Faulhaber
- Arcivescovo Michael Buchberger

La successione apostolica è:
- Vescovo Johannes Baptist Höcht (1936)
- Vescovo Josef Hiltl (1951)